# Mialan
 (octobre 2024).
La mise en forme du texte ne suit pas les recommandations de Wikipédia : il faut le « wikifier ».
Les points d'amélioration suivants sont les cas les plus fréquents. Le détail des points à revoir est peut-être précisé sur la page de discussion.
- Les titres sont pré-formatés par le logiciel. Ils ne sont ni en capitales, ni en gras.
- Le texte ne doit pas être écrit en capitales (les noms de famille non plus), ni en gras, ni en italique, ni en « petit »…
- Le gras n'est utilisé que pour surligner le titre de l'article dans l'introduction, une seule fois.
- L'italique est rarement utilisé : mots en langue étrangère, titres d'œuvres, noms de bateaux, etc.
- Les citations ne sont pas en italique mais en corps de texte normal. Elles sont entourées par des guillemets français : « et ».
- Les listes à puces sont à éviter, des paragraphes rédigés étant largement préférés. Les tableaux sont à réserver à la présentation de données structurées (résultats, etc.).
- Les appels de note de bas de page (petits chiffres en exposant, introduits par l'outil «  Source ») sont à placer entre la fin de phrase et le point final[comme ça].
- Les liens internes (vers d'autres articles de Wikipédia) sont à choisir avec parcimonie. Créez des liens vers des articles approfondissant le sujet. Les termes génériques sans rapport avec le sujet sont à éviter, ainsi que les répétitions de liens vers un même terme.
- Les liens externes sont à placer uniquement dans une section « Liens externes », à la fin de l'article. Ces liens sont à choisir avec parcimonie suivant les règles définies. Si un lien sert de source à l'article, son insertion dans le texte est à faire par les notes de bas de page.
- La présentation des références doit suivre les conventions bibliographiques. Il est recommandé d'utiliser les modèles {{Ouvrage}}, {{Chapitre}}, {{Article}}, {{Lien web}} et/ou {{Bibliographie}}. Le mode d'édition visuel peut mettre en forme automatiquement les références.
- Insérer une infobox (cadre d'informations à droite) n'est pas obligatoire pour parachever la mise en page.

Pour une aide détaillée, merci de consulter Aide:Wikification.
Si vous pensez que ces points ont été résolus, vous pouvez retirer ce bandeau et améliorer la mise en forme d'un autre article.
Le mialan est une rivière française qui coule principalement dans le département de l'Ardèche, et pour moins d'un kilomètre dans la Drôme, en région Auvergne-Rhône-Alpes. C'est un affluent de rive droite du fleuve le Rhône.

## Hydronymie
Son nom viendrait du gaulois medio-lano, "milieu de la plaine".

## Géographie
La partie amont du bassin du Mialan est couverte par une zone forestière. La partie centrale est partagée entre agriculture et zones naturelles tandis que la partie aval est plus urbanisée.

### Communes et cantons traversés
Le Mialan traverse les communes suivantes de l'amont vers l'aval de Boffres (source), Alboussière, Toulaud, Saint-Péray, Guilherand-Granges, Valence (confluence).

### Organisme gestionnaire
Le Syndicat Mixte de l'Eyrieux à Crussol est l'organisme gestionnaire de l'Eyrieux, du Turzon, de l'Embroye, du Mialan et de leurs affluents.

## Affluents
Le Mialan a 9 affluents référencés
- Ruisseau de Martin (rd[note 1])
- Ruisseau de Loriol (rd)
- Ruisseau de Gibarlet (rg)
- Ruisseau de l'Egat (rd)
- Ruisseau de Bernard (rd)
- Ruisseau de Jergne (rg) avec quatre affluents et de rang de Strahler deux.
- Ruisseau de Bouyou (rg)
- Ruisseau de Hongrie (rg) avec deux affluents et de rang de Strahler deux.
- Ruisseau de Saveyre (rg)

### Rang de Strahler
Son rang de Strahler est de 3.

## Hydrologie
La rivière présente des fluctuations saisonnières de débit typiques du régime pluvial cévenol. Elle est généralement assec durant l'été.

## Principales crues historiques
XXe siècle
- 1900
- 1907 : le 8 novembre
- 1935
- 1960: le 30 septembre environ 140 m3/s à Toulaud
- 1978
- 1987 : le 29 octobre environ 95 m3/s

Depuis le début du XXIe siècle
- 2008 : le 4 septembre environ 158 m3/s à Toulaud